# Ambelania duckei
Ambelânia duckei é uma espécie de planta com flores. Foi descrito pela primeira vez por Markgr. Ambelania duckei pertence ao gênero Ambelania, e família Apocynaceae.
Este tipo de planta pode ser encontrado em:
- Peru
- norte e centro-oeste do Brasil
  - Amazonas
  - Mato Grosso (estado)

Não há tipos listados como este.